# Fredrik Gustafson
Fredrik Gustafson, född  5 juni 1976, är en f.d. svensk fotbollsspelare som under sin karriär spelade i bland annat Östers IF (som är hans moderklubb), Halmstads BK och i Molde FK.
Under sin tid i Halmstad vann han SM-guld. Efteråt flyttade han till Norge men hans sejour där blev kortvarig. 2004 begav han sig hem till Växjö och Öster igen.
Hans huvudsakliga position under karriären var som defensivt, hårdjobbande mittfältare och blev omtyckt av fansen för den 100 procentiga inställning han gick in med i varje match.
2015 blev han invald som ledamot i Östers IF:s styrelse där han är sportsligt ansvarig.